# Muja (Lugo)
Muja (llamada oficialmente Santa María de Muxa) es una parroquia española del municipio de Lugo, en la provincia de Lugo, Galicia.

## Organización territorial
La parroquia está formada por siete entidades de población, constando seis de ellas en el nomenclátor del Instituto Nacional de Estadística español:
- Airexe (A Airexe)
- Carballoso
- Monte Sartego
- Muxa de Arriba
- Palloza (A Palloza)
- Piñeiro
- Quintián

## Demografía
| Gráfica de evolución demográfica de Muja entre 2000 y 2020 |
|                                                            |
| Datos según el nomenclátor publicado por el INE.           |